# BSN THE アニメ
『BSN THE アニメ』（ビーエスエヌ ザ アニメ）は、新潟放送（BSNテレビ）で2022年4月9日から2025年7月12日まで放送されていた深夜アニメの放送枠。

## 概要
BSN新潟放送の深夜帯に設置されたローカル放送枠である。局公式ページ内に独自のページを設置し、X（旧Twitter）局公式アカウントにおいても本枠の名称が用いられていた。
放送本数は30分の番組1本である。ジングルは存在しない。
主にテレビ東京系で放送されたアニメ作品を中心に遅れネットで放送していた。

### 放送時間
放送開始から2023年4月1日までは毎週土曜 1:55 - 2:25（金曜深夜）に放送。
2023年5月6日より『BSN アニメ』（ビーエヌセス アニメ）に枠名を変更。
2023年4月15日から2024年3月30日までは毎週土曜日1:53 - 2:23（金曜深夜）、2024年4月7日から2024年7月14日までは毎週日曜日1:28 - 1:58（土曜深夜）に放送していたが、『怪獣8号』（第1期）の最終話（2024年7月14日）の前日の2024年7月13日より、『異世界ゆるり紀行 〜子育てしながら冒険者します〜』が放送開始され、再び土曜 1:53 - 2:23（金曜深夜）に放送していた。
2025年7月12日に『没落予定の貴族だけど、暇だったから魔法を極めてみた』が放送終了し、2025年7月27日より放送時間を再び日曜 1:28 - 1:58（土曜深夜）に移動した上で『怪獣8号』（第2期）が開始したが、当枠名称は使用されておらず、廃止したと見られる。

## 作品一覧
| #  | 作品名                                              | 放送期間                       | 製作局 or 放送形態               | 備考                                                                                                 |
| -- | --------------------------------------------------- | ------------------------------ | -------------------------------- | --- |
| 1  | 東京リベンジャーズ （8・3抗争編・血のハロウィン編） | 2022年4月9日 - 9月17日         | 毎日放送 AT-X                    | 本放送より1年遅れ。                                                                                  |
| 2  | チェンソーマン                                      | 2022年10月22日 - 2023年1月14日 | テレビ東京 （番組担当）          | MAPPA単独製作。                                                                                      |
| 3  | 東京リベンジャーズ（聖夜決戦編）                    | 2023年1月21日 - 4月29日        | 毎日放送 AT-X                    | 2023年4月15日より、放送時間が土曜日1:53 - 2:23（金曜深夜）に移動。                                   |
| 4  | 異世界はスマートフォンとともに。2                   | 2023年5月6日 - 7月22日         | AT-X                             | 第1期は未放送。 本放送より『BSN アニメ』に改題して放送。                                             |
| 5  | おかしな転生                                        | 2023年7月29日 - 10月21日       | テレビ東京 AT-X                  | |
| 6  | 東京リベンジャーズ（天竺編）                        | 2023年10月28日 - 2024年1月27日 | 毎日放送 AT-X                    | |
| 7  | 30歳まで童貞だと魔法使いになれるらしい              | 2024年2月3日 - 4月21日         | テレビ東京 テレビ大阪 テレビ愛知 | テレビドラマ版はテレビ新潟で放送。 2024年4月7日より、放送時間が日曜日1:28 - 1:58（土曜深夜）に移動。 |
| 8  | 怪獣8号（第1期）                                    | 2024年4月28日 - 7月14日        | テレビ東京 （番組担当）          | 本番組のみ枠名称が『BSN THE アニメ』に戻っていた。                                                   |
| 9  | 異世界ゆるり紀行 〜子育てしながら冒険者します〜     | 2024年7月13日 - 10月12日       | テレビ東京 （番組担当）          | 前番組『怪獣8号』（第1期）の放送終了（7月14日）の前日に放送を開始。                                  |
| 10 | 夏目友人帳 漆（第七期）                             | 2024年10月26日 - 2025年1月25日 | テレビ東京                       | 第一期から第六期までは未放送。 放送開始の前週（10月19日）は事前特番『はじめての夏目友人帳』を放送。  |
| 11 | 精霊幻想記2（第2期）                                | 2025年2月1日 - 2025年4月19日   | BSフジ                           | 本放送より約4ヶ月遅れ。 第1期は未放送。                                                              |
| 12 | 没落予定の貴族だけど、暇だったから魔法を極めてみた  | 2025年4月26日 - 7月12日        | BSフジ                           | 本放送より約3ヶ月半遅れ。                                                                            |